# 1922
1922 (MCMXXII) var ett normalår som började en söndag i den gregorianska kalendern och ett normalår som började en lördag i den julianska kalendern.

## Händelser

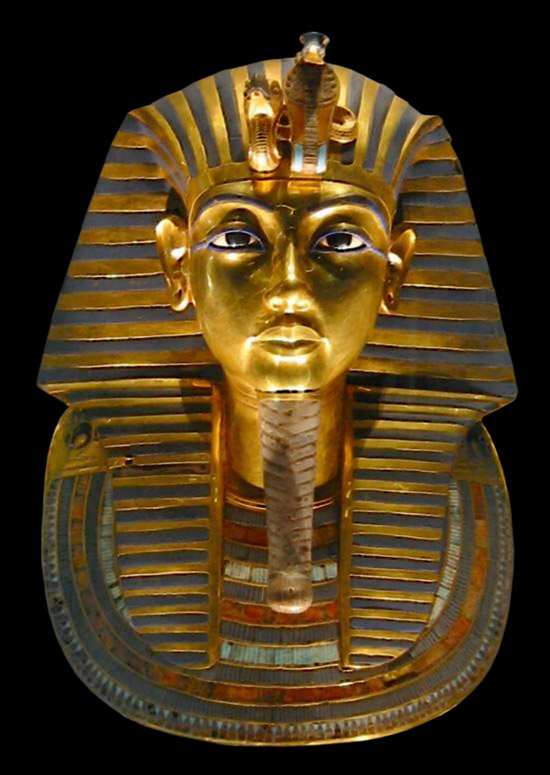
Tutankhamon

### Januari
- 1 januari – Det brittiska radiobolaget BBC börjar sända i London och kan höras med kristallmottagare [1].
- 9 januari – En metallarbetarstrejk i Rotterdam avblåses.
- 10 januari – Arthur Griffith blir republiken Irlands första president.
- 11 januari – första insulininjektionen gjord på en människa.
- 12 januari – Författaren Sven Lidman blir ny redaktör för den växande svenska pingströrelsens tidning Evangelii Härold [2].
- 22 januari – Sveriges första kvinnliga flygare, Elsa Andersson, omkommer vid ett fallskärmshopp [1].
- 22 januari  - De fem första kvinnorna träder in i riksdagen. Liberalen Kerstin Hesselgren var ensam kvinna i första kammaren. Kvinnorna i andra kammaren var socialdemokraterna Agda Östlund och Nelly Thüring och högerns Bertha Wellin.

- 25 januari – Den svenska riksdagen antar en grundlagsändring som gör det möjligt att anordna konsultativa folkomröstningar [3].

### Februari

Egypten självständigt.

- Februari – USA tar hem de sista av de soldater man 1917 skickade till Kuba.[4].
- 6 februari
  - Sedan Benedictus XV avlidit den 22 januari väljs Ambrogio Damiano Achille Ratti till påve och tar namnet Pius XI [1].
  - Vid världsmästerskapen i konståkning i Stockholm vinner Gillis Grafström, Sverige herrarnas individuella tävling [1].
- 10 februari – Chefredaktören Anders Pers på Vestmanlands Läns Tidning föreslår att man skall anordna ett nytt skidlopp till minne av Gustav Vasas flykt från Mora till Sälen. Loppet är tänkt att bli ett riktigt mandomsprov och gå under namnet Vasaloppet.
- 28 februari – Egypten blir fullt självständig stat sedan Storbritannien avstått sitt protektorat [2].

### Mars
- 10 mars – Carl Emmanuel Berg från Göta i Karlstad är den förste att anmäla sig till Vasaloppet.
- 18 mars – I Brittiska Indien döms Mahatma Gandhi till sex års fängelse för att ha manat indierna till civil olydnad mot britterna [1].
- 19 mars – 22-årige skogsarbetaren Ernst Alm från IFK Norsjö vinner när det första Vasaloppet genomförs [1]. 117 (av 119 startande) löpare ger sig klockan 06.04 av från Berga, på västra sidan av älven i Sälen, och segrarens tid skrivs till 7.32.49 [5].

### April
- April – USA börjar skicka marinsoldater till Kina för att skydda amerikaner under oroligheter [4].
- 3 april – Josef Stalin blir på Lenins förslag generalsekreterare i sovjetiska kommunistpartiets centralkommitté [6].
- 10 april – Karin Boye debuterar med diktsamlingen Moln [3].
- 12 april – 12 000 svenska sågverksarbetare lockoutas. Över 160 000 arbetare är utan jobb [7].
- 15 april – Andra Kvinnliga internationella friidrottsspelen inleds i Monte Carlo, till 23 april
- 16 april – Rapallopakten undertecknas av Tyskland och Ryssland.
- 22 april – Amerikanska marinsoldater landstiger i Kina för att skydda amerikaner under orostider i landet.
- 27 april – Den tyske regissören Fritz Lang gör succé med storstadsskildringen "Dr Mabuse, spelaren" [2].

### Maj
- 19 maj – Genuakonferensen, vilken handlar om att få till stånd en ekonomisk rekonstruktion av Central- och Östeuropa, avslutas.
- 20 maj – Den svenska riksdagen beslutar att införa bilskatt [1].
- 26 maj – Den svenska regeringen reglerar det civila flyget genom att införa en lufttrafikförordning och en luftfartsmyndighet [7].

### Juni
- 15 juni – Då den gamla kungliga slupen Vasaorden brann upp året före börjar man bygga en kopia, så exakt som möjligt utifrån bilder och minnen.
- 16 juni – Våldsvåg följer irländska parlamentsvalet, Sinn Fein vill ha ett fritt Nordirland och mördar regionens underhusrepresentant Henry Wilson, senare mördar Irländska republikanska armén Michael Collins, ledare för Irlands provisoriska regering [2].
- 26 juni – Michael Collins anfaller motståndarnas högkvarter i justitiepalatset i Dublin med hjälp av brittiskt artilleri. Detta blir inledningen till ett inbördeskrig på Irland.

### Juli
- 22 juli – Greta Gustafsson (sedermera känd som Greta Garbo) slutar på PUB för att börja filma. Hon debuterar snart som badflicka i filmfarsen Luffar-Petter.

### Augusti

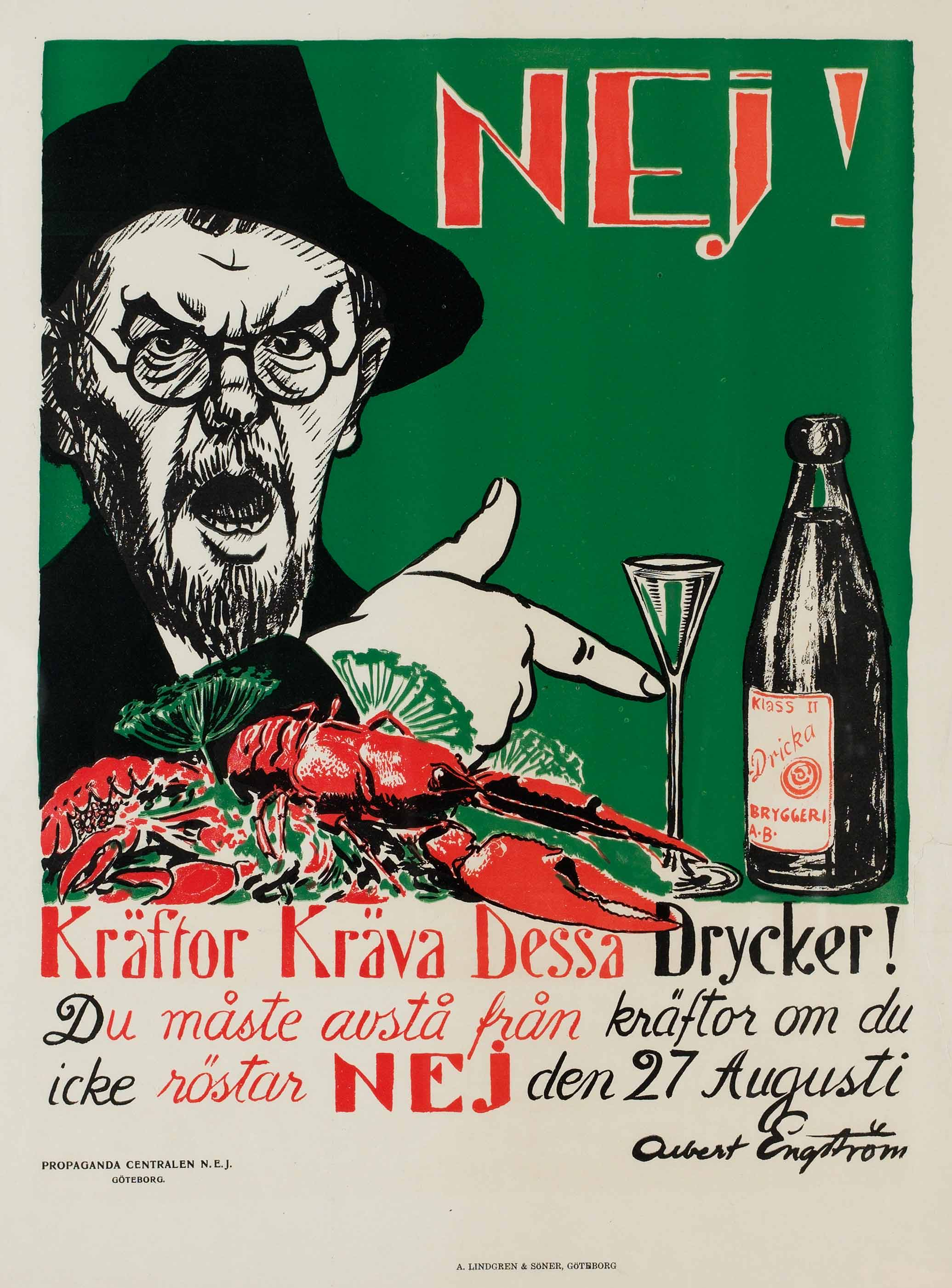
Svenska folket säger nej till rusdrycksförbud.

- 13 augusti – Gustav III:s Drottningholmsteater återinvigs efter att bland annat ha varit möbelmagasin [7] och har fått förfalla i över ett sekel [2].
- 20 augusti – Första ordinarie Damolympiaden hålls, 5 nationer tävlar i Paris, ett genombrott för damidrotten
- 27 augusti – Vid den första folkomröstningen i Sverige säger en knapp majoritet nej till allmänt spritförbud [1]. 51% röstar mot förbud [7] och 49% för.

### September
- September – Ulysses av James Joyce utkommer i Paris [2].
- September–oktober – USA skickar soldater till Osmanska riket för att skydda amerikansk egendom då turkiska nationalister intar Smyrna [4].
- 4 september – Karl Gerhard sjunger in den danska schlagern En lille rystedans som med hans svenska text blir Jazzgossen.
- 10 september – Monzabanan invigs med Italiens Grand Prix, vinner gör Pietro Bordino i en Fiat [1].
- 11 september – Palestina proklameras som brittiskt mandat.
- 12 september – Paavo Nurmi, Finland sätter med tiden 14.35.4 nytt världsrekord på 5 000 meter löpning vid tävlingar på Stockholms stadion [1].
- 23 september – Bertolt Brechts drama Trummor i natten uruppförs i München [2].
- 27 september
  - Malmö frihamn invigs av kung Gustav V, och är med sin 684 meter långa kaj Sveriges största hamn av sitt slag [3].
  - Resultatet av folkomröstningen om spritens vara eller ej redovisas på kvällen vid Gustav Adolfs torg i Stockholm. Nejsidan segrar med 925 097 röster mot jasidans 889 132 röster.
- 30 september – Den svenska PEN-klubben bildas på initiativ av bland andra Anders Österling [3], och skall verka för litterärt internationellt samarbete och tryckfrihetens sak, grundas.

### Oktober

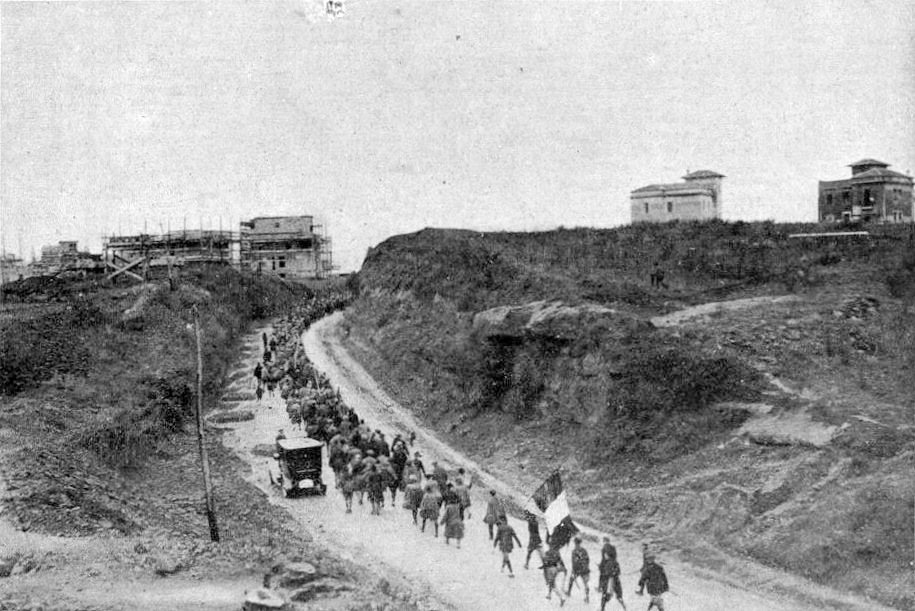
Marschen mot Rom.

- 18 oktober – Stockholms polismästare förbjuder dans på kaféer och restauranger utan särskilt tillstånd [7], eftersom sådant har urartat vid ett flertal tillfällen [2].
- 28 oktober – Benito Mussolini och hans fascistiska partikamrater genomför marschen mot Rom [6].
- 29 oktober – Benito Mussolini får i uppdrag att bilda italiensk regering [6].
- 31 oktober – Benito Mussolini tar regeringsmakten i Italien efter att 40 000 "svartskjortor" marscherat mot Rom [1]. Han gör sig själv till regeringschef samt in- och utrikesminister [6].

### November
- 5 november – Brittiska amatörarkeologen Howard Carter upptäcker farao Tutankhamons grav med guldskatter i Konungarnas dal nära staden Luxor i Egypten [1].
- 15 november – Parlamentsval hålls i Storbritannien. Andrew Bonar Laws konservativa parti segrar.
- 19 november – USA tar hem sina marinsoldater från Ryssland [4].
- 21 november – Frankrikes president Georges Clemenceau varnar i ett tal i New York för risken av den tyska militarismens återuppvaknande genom Adolf Hitler.
- 24 november – Sveriges finansminister Fredrik Vilhelm Thorsson slaktar 17 av 20 statliga utredningar. De har överskridit sina anslag med det dubbla [7].
- 25 november
  - Birger Sjöbergs Fridas bok utkommer [7].
  - Benito Mussolini får diktatoriska maktbefogenheter vilket är början av fascisternas maktövertagande av Italien [6].
- 26 november – Brittiska amatörarkeologen Howard Carter öppnar Tutankhamuns nära Luxor och där hittas den första fullständigt bevarade egyptiska kungagraven [2].
- November – Agnes von Krusenstjerna hyllas av kritikerna för sin självbiografiska bok Tony växer upp [2].

### December
- 1 december – King Olivers jazzband inleder i Chicago en serie konserter där Louis Armstrong för första gången är andre trumpetare [1].
- 10 december – Niels Bohr, Danmark får Nobelpriset i fysik [3].
- 17 december – Britterna lämnar Irländska fristaten.

Sovjetunionen.

- 30 december – Under en allunionell sovjetkongress bildas Sovjetunionen, världens första kommuniststat [1].

### Okänt datum
- Karl Gerhard lanserar sin klassiska kuplett Jazzgossen.
- De första svenska rundradiosändningarna börjar.
- Den svenska riksdagen fastställer att konfliktinblandade arbetare inte ska få arbetslöshetsunderstöd.
- En svensk parlamentarisk kommitté för skolfrågor lämnar en rapport som utsätts för hård kritik från universiteten, varför en ny utredning tillsätts.
- AB Kreditkassan av år 1922, en föregångare till den svenska Bankstödsnämnden, bildas.
- Den syndikalistiska tidningen Arbetaren grundas som dagstidning för Sveriges Arbetares Centralorganisation (SAC).
- Den svenska affärstidskriften Finanstidningen grundas.
- Mölndal får stadsprivilegium.
- Bageriet Sandströms bageri, sedermera Roslagsbröd, grundas i Gimo, Uppsala län.[8]
- 12 000 personer deltar vid en kommunistisk arbetslöshetsdemonstration i Stockholm [7].
- Svensk industri har minskat driften med 30 % [7].
- NK lägger ner sina lyxavdelningar på grund av lågkonjunkturen [7].
- Lågkonjunkturen ökar antalet "gatflickor" i Sverige [7].
- I Sverige minskar inbetald inkomstskatt från 89 miljoner SEK under 1921 till 66 miljoner SEK under 1922 [7].
- I Sverige hålls uppvisning om hur Shimmy och andra moderna danser skall dansas moraliskt och konstnärligt [7].
- Svenska fartygsbefälhavares rätt att aga minderåriga upphör [9]

## Födda

### Första kvartalet

#### Januari
- 1 januari
  - William O. Cowger, amerikansk republikansk politiker. (död 1971)
  - Nelson Doi, amerikansk demokratisk politiker. (död 2015)
  - Ernest Hollings, amerikansk demokratisk politiker, senator 1966–2005. (död 2019)
  - Ensio Siilasvuo, finländsk militär. (död 2003)
- 8 januari – Artemio Franchi, italiensk fotbollsspelare, ordförande i Uefa 1972–1983. (död 1983)
- 13 januari – Albert Lamorisse, fransk filmskapare, uppfinnare av brädspelet Risk. (död 1970)
- 15 januari – Franz Fühmann, tysk författare och översättare. (död 1984)
- 16 januari – Knut Hammarskjöld, svensk diplomat. (död 2012)
- 17 januari – Nicholas Katzenbach, USA:s justitieminister 1965–1966. (död 2012)
- 20 januari – Ray Anthony, amerikansk musiker.
- 21 januari – Telly Savalas, amerikansk skådespelare. (död 1994)
- 24 januari – Veit Bethke, svensk dansare och skådespelare. (död 1988)
- 28 januari – Carl-Einar Gregmar, svensk skådespelare. (död 2001)

#### Februari
- 1 februari – Renata Tebaldi, italiensk sopran. (död 2004)
- 3 februari – Ulf Johanson, svensk skådespelare. (död 1990)
- 6 februari – Hans Dahlin, svensk skådespelare och regissör. (död 2000)
- 9 februari
  - Kathryn Grayson, amerikansk skådespelare och sångerska. (död 2010)
  - Solveig Lagström, svensk skådespelare och sångare. (död 1994)
- 10 februari – Harold Hughes, amerikansk politiker, guvernör i Iowa 1963–1969, senator 1969–1975. (död 1996)
- 15 februari – John B. Anderson, amerikansk politiker, kongressledamot 1961–1981. (död 2017)
- 22 februari – Folke Olhagen, svensk radio- och TV-journalist. (död 1991)

#### Mars
- 1 mars
  - Yitzhak Rabin, israelisk politiker, nobelpristagare. (död 1995)
  - Ali Reza Pahlavi, iransk prins. (död 1954)
- 2 mars – Knatten Andersson, svensk skådespelare. (död 1992)
- 3 mars – Nándor Hidegkuti, ungersk fotbollsspelare. (död 2002)
- 5 mars
  - Sándor Kopácsi, ungersk polis och politisk aktivist. (död 2001)
  - Pier Paolo Pasolini, italiensk filmregissör och författare. (död 1975)
- 8 mars – Mats Björne, svensk skådespelare. (död 2017)
- 12 mars – Jack Kerouac, amerikansk författare. (död 1969)
- 21 mars – Russ Meyer, amerikansk regissör, producent, fotograf och manusförfattare. (död 2004)
- 24 mars
  - Marjo Bergman, svensk mannekäng och skådespelare. (död 2004)
  - Miguel Gustavo, brasiliansk journalist och kompositör. (död 1972)
- 26 mars – William Milliken, amerikansk republikansk politiker, guvernör i Michigan 1969–1983. (död 2019)
- 27 mars
  - Jules Olitski, ryskfödd amerikansk konstnär och lärare. (död 2007)
  - Bengt Sundmark, svensk skådespelare. (död 1986)
- 28 mars – Olle Länsberg, svensk författare, manusförfattare och sångtextförfattare. (död 1998)
- 31 mars – Helle Winther, svensk skådespelare. (död 2005)

### Andra kvartalet

#### April
- 4 april – Elmer Bernstein, amerikansk kompositör och arrangör av filmmusik. (död 2004)
- 5 april – Stig Woxther, svensk skådespelare. (död 1999)
- 7 april – Mongo Santamaria, kubansk sångare och trummis. (död 2003)
- 13 april – Julius Nyerere, tanzanisk politiker. (död 1999)
- 16 april
  - Kingsley Amis, brittisk författare. (död 1995)
  - Leo Tindemans, belgisk politiker. (död 2014)
- 17 april – Bengt Rasin, svensk sjömilitär. (död 2013)
- 22 april
  - Bengt Berger, svensk skådespelare. (död 1986)
  - Charles Mingus, amerikansk jazzbasist och orkesterledare. (död 1979)
- 24 april
  - Ole Blegel, svensk skådespelare. (död 1985)
  - J.D. Cannon, amerikansk skådespelare. (död 2005)
- 25 april – Georges Cottier, schweizisk kardinal. (död 2016)
- 28 april
  - Josef Halfen, svensk regissör och skådespelare. (död 1984)
  - Alistair MacLean, brittisk författare. (död 1987)
  - Yngve Nyquist, svensk personalintendent och riksdagsman (socialdemokrat). (död 1985)
- 29 april
  - Tommy Noonan, amerikansk skådespelare. (död 1968)
  - Toots Thielemans, belgisk jazzmusiker. (död 2016)

#### Maj
- 2 maj – Rudolf Keijser, svensk musiker och pianostämmare. (död 1991)
- 8 maj – Bernardin Gantin, beninsk kardinal. (död 2008)
- 13 maj – Henning Sjöström, svensk advokat. (död 2011)
- 14 maj – Franjo Tuđman, president i Kroatien 1990–1999. (död 1999)
- 18 maj – Kai Winding, dansk-amerikansk jazztrombonist. (död 1983)
- 23 maj
  - Per Grundén, svensk operasångare och skådespelare. (död 2011)
  - Sigurd Jørgensen, svensk filmproducent och regiassistent. (död 2006)
- 27 maj
  - Christopher Lee, brittisk skådespelare. (död 2015)
  - John David Vanderhoof, amerikansk republikansk politiker, guvernör i Colorado 1973–1975. (död 2013)
- 29 maj – Lars Perne, svensk sångtextförfattare och sketchförfattare. (död 1972)
- 30 maj – Lisbeth Bodin, svensk sångerska och skådespelare. (död 2007)
- 31 maj – Denholm Elliott, brittisk skådespelare. (död 1992)

#### Juni
- 1 juni – Povel Ramel, svensk friherre, sångare, revyförfattare, kompositör, musiker, visdiktare, komiker med mera[7]. (död 2007)
- 2 juni – Carmen Silvera, brittisk skådespelare. (död 2002)
- 3 juni – Thure Jadestig, svensk socialdemokratisk politiker. (död 2017)
- 10 juni – Judy Garland, amerikansk skådespelare. (död 1969)
- 13 juni – Etienne Leroux, sydafrikansk afrikaansspråkig författare. (död 1989)
- 16 juni
  - Lukas Bonnier, svensk förlagsman. (död 2006)
  - Göte Lovén, svensk kompositör, gitarrist och sångare. (död 2019)
- 22 juni
  - Rosario Bentivegna, italiensk kommunistisk motståndsman under andra världskriget och läkare. (död 2012)
  - Gösta Theselius, svensk musikarrangör, kompositör och jazzmusiker (klarinett, tenorsaxofon och piano). (död 1976)
- 23 juni – Keve Hjelm, svensk skådespelare. (död 2004)
- 26 juni – Eleanor Parker, amerikansk skådespelare. (död 2013)

### Tredje kvartalet

#### Juli
- 1 juli – Carl-Gustaf Andrén, svensk teolog, professor och universitetskansler. (död 2018)
- 3 juli – Lars-Magnus Lindgren, svensk regissör och manusförfattare. (död 2004)
- 7 juli – Pierre Cardin, fransk modeskapare. (död 2020)
- 12 juli – Mark Hatfield, amerikansk republikansk politiker, guvernör i Oregon 1959–1967, senator 1967–1997. (död 2011)
- 13 juli – Anker Jørgensen, dansk statsminister fem gånger 1972–1982. (död 2016)
- 18 juli – Thomas Samuel Kuhn, amerikansk filosof och professor. (död 1996)
- 21 juli
  - Elisaveta von Gersdorff Oxenstierna, svensk skådespelare. (död 1992)
  - Marie Hedeholm, svensk skådespelare. (död 2006)
  - Mollie Sugden, brittisk skådespelare. (död 2009)
- 24 juli – Charles Mathias, amerikansk republikansk politiker. (död 2010)
- 26 juli – Blake Edwards, amerikansk filmregissör. (död 2010)
- 28 juli – Jacques Piccard, schweizisk djuphavsforskare. (död 2008)

#### Augusti
- 6 augusti – Daniel Walker, amerikansk demokratisk politiker, guvernör i Illinois 1973–1977. (död 2015)
- 9 augusti – Gösta Holmström, svensk skådespelare. (död 2014)
- 11 augusti – Gösta Prüzelius, svensk skådespelare. (död 2000)
- 17 augusti – Frederick B. Dent, amerikansk affärsman och republikansk politiker. (död 2019)
- 18 augusti – Alain Robbe-Grillet, fransk författare. (död 2008)
- 21 augusti – Roland Söderberg, svensk skådespelare och scenograf. (död 1983)
- 24 augusti – Lennart Nilsson, svensk fotograf. (död 2017)
- 29 augusti – Al Arndt, amerikansk militär och flygare. (död 2004)

#### September
- 4 september – Per Olof Sundman, svensk författare och riksdagspolitiker (centerpartist), ledamot av Svenska Akademien 1975–1992[7]. (död 1992)
- 9 september – Hans G. Dehmelt, tysk-amerikansk fysiker, nobelpristagare. (död 2017)
- 19 september
  - Emil Zátopek, tjeckoslovakisk friidrottare. (död 2000)
  - Dana Zátopková, tjeckoslovakisk friidrottare. (död 2020)

### Fjärde kvartalet

#### Oktober
- 4 oktober
  - Malcolm Baldrige, amerikansk republikansk politiker och affärsman. (död 1987)
  - Gianna Beretta Molla, italiensk barnläkare, helgonförklarad 2004. (död 1962)
  - Åke Hasselgård, svensk jazzmusiker. (död 1948)
- 7 oktober – Bali Ram Bhagat, indisk politiker, talman i Lok Sabha 1976–1977. (död 2011)
- 8 oktober – Nils Liedholm, svensk fotbollsspelare, en del av trion Gre-No-Li[7]. (död 2007)
- 10 oktober – Big Bengt, svensk entreprenör. grundade High Chaparral. (död 2016)
- 17 oktober – Tom Younger, amerikansk skådespelare, producent, och regissör, verksam i Sverige. (död 1996)
- 18 oktober – Bengt Andersson, svensk skådespelare och TV-underhållare. (död 2007)
- 22 oktober – Bengt Järrel, svensk regissör, skådespelare och sångare. (död 2001)
- 27 oktober – Poul Bundgaard, dansk skådespelare. (död 1998)
- 31 oktober
  - Barbara Bel Geddes, amerikansk skådespelare. (död 2005)
  - Norodom Sihanouk, Kambodjas kung 1993–2004. (död 2012)
  - Karin Walton, svensk skådespelare. (död 2016)

#### November
- 7 november – Percy Brandt, svensk skådespelare. (död 2005)
- 8 november
  - Christiaan Barnard, sydafrikansk hjärtkirurg, den förste att utföra en hjärttransplantation. (död 2001)
  - Carl Magnus von Seth, svensk författare och journalist. (död 2019)
- 9 november
  - Imre Lakatos, ungersk filosof. (död 1974)
  - Britt Mogård, svensk politiker (m). (död 2012)
- 11 november – Kurt Vonnegut, amerikansk författare. (död 2007)
- 14 november – Boutros Boutros-Ghali, egyptisk politiker, FN:s generalsekreterare 1992–1996. (död 2016)
- 26 november – Charles M. Schulz, amerikansk serietecknare, seriehunden Snobben. (död 2000)

#### December
- 1 december
  - Dilip Kumar, indisk skådespelare. (död 2021)
  - Vsevolod Bobrov, sovjetisk ishockeyspelare. (död 1979)
- 3 december
  - Sven Nykvist, svensk filmfotograf. (död 2006)
  - Siv Thulin, svensk skådespelare. (död 1966)
- 15 december – Alan Freed, amerikansk discjockey och radioman. (död 1965)
- 20 december – George Roy Hill, amerikansk filmregissör. (död 2002)
- 22 december – Jim Wright, amerikansk demokratisk politiker, talman i USA:s representanthus 1987–1989. (död 2015)
- 24 december
  - Ava Gardner, amerikansk skådespelare. (död 1990)
  - Mille Schmidt, svensk skådespelare, revyartist och regissör. (död 2003)
- 28 december – Stan Lee, amerikansk författare och förläggare. (död 2018)
- 30 december – Nils-Eric Gustafsson, svensk lantbrukare och centerpartistisk politiker. (död 2017)

## Avlidna

### Första kvartalet

#### Januari
- 5 januari – Ernest Henry Shackleton, 47, brittisk polarforskare.
- 10 januari – Axel Engdahl, 58, svensk skådespelare och revyförfattare.
- 13 januari – Joseph Millard, 85, kanadensisk-amerikansk politiker, senator 1901–1907.
- 22 januari
  - Benedictus XV, född Giacomo Giambattista della Chiesa, 67, påve sedan 1914.
  - Elsa Andersson, 24, svensk flygare.

#### Februari
- 14 februari – Heikki Ritavuori, 41, finländsk politiker, inrikesminister 1919–1922.
- 20 februari – John F. Shafroth, 67, amerikansk politiker, guvernör i Colorado 1909–1913.
- 25 februari – Henri Landru, 52, fransk seriemördare, avrättad.

#### Mars
- 14 mars – August Palm, 73, svensk socialdemokratisk agitator [7], känd som Mäster Palm.

### Andra kvartalet

#### April

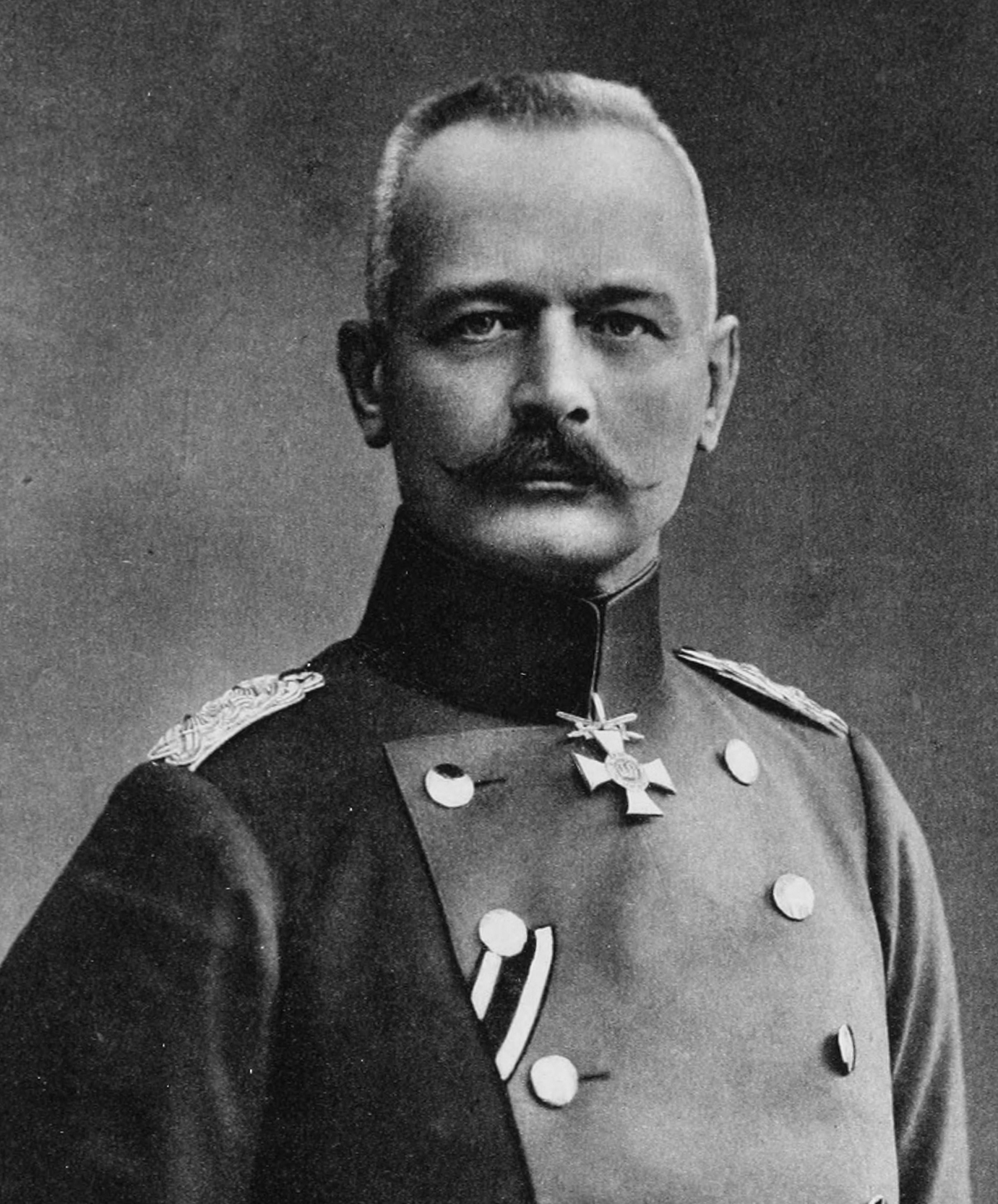
Den tyske militären Erich von Falkenhayn avled den 8 april, 60 år gammal.

- Den tyske militären Erich von Falkenhayn avled den 8 april, 60 år gammal.8 april – Erich von Falkenhayn, 60, tysk militär.
- 9 april
  - Hans Fruhstorfer, 56, tysk upptäcktsresande och entomolog.
  - Patrick Manson, 77, brittisk läkare.
- 10 april – Irving W. Drew, 77, amerikansk politiker, senator 1918.
- 12 april – František Ondříček, 64, tjeckisk violinist.
- 23 april – Vlaho Bukovac, 66, kroatisk målare.
- 25 april – Henning Hammarlund, 64. svensk urmakare och fabrikör.
- 28 april – Paul Deschanel, 67, fransk politiker, Frankrikes president 18 februari–21 september 1920.
- 30 april – Alfred Hage, 78, dansk politiker.

#### Maj
- 11 maj – Allen M. Fletcher, 68, amerikansk republikansk politiker, guvernör i Vermont 1912–1915.
- 18 maj – Alphonse Laveran, 76, fransk läkare, nobelpristagare.
- 21 maj – Michael Mayr, 58, österrikisk politiker.
- 26 maj – Ernest Solvay, 84, belgisk kemist, företagare och filantrop.
- 28 maj – Carl Teike, 58, tysk kompositör.

#### Juni
- 1 juni – Samuel E. Pingree, 89, amerikansk republikansk politiker, guvernör i Vermont 1884–1886.
- 2 juni – William P. Pollock, 51, amerikansk demokratisk politiker, senator 1918–1919.
- 12 juni – Wolfgang Kapp, 63, tysk politiker.
- 13 juni – Fredrik Stang Lund, 62, norsk jurist och politiker.
- 20 juni – Vittorio Monti, 54, italiensk kompositör.
- 22 juni – Newton C. Blanchard, 73, amerikansk demokratisk politiker och jurist, guvernör i Louisiana 1904–1908.
- 24 juni
  - Walther Rathenau, 54, tysk industriman och politiker.
  - Algot Sandberg, 57, svensk skådespelare, författare, journalist, dramaturg och tidningsman.
- 26 juni – Albert I, 73, furste av Monaco
- 27 juni – Leonard Typpö, 54, finländsk diktare, riksdagsman och lantbrukare.

### Tredje kvartalet

#### Juli
- 19 juli – George Taylor Jester, 74, amerikansk demokratisk politiker.
- 28 juli – Jules Guesde, 76, fransk socialistisk politiker.

#### Augusti
- 1 augusti – Francis S. White, 75, amerikansk demokratisk politiker, senator 1914–1915.
- 2 augusti
  - Alexander Graham Bell, 75, brittisk-amerikansk uppfinnare och dövlärare.
  - William E. Crow, 52, amerikansk republikansk politiker, senator 1921–1922.
- 3 augusti – Ture Malmgren, 71, svensk tidningsman och kommunpolitiker.
- 8 augusti – Lars Utne, 59, norsk skulptör.
- 12 augusti – Arthur Griffith, 50, Irländska fristatens president.
- 21 augusti – Jørgen Løvland, 74, norsk politiker.
- 22 augusti – Michael Collins, 31, Irländska fristatens krigsminister, (mördad i bakhåll under irländska inbördeskriget).
- 23 augusti – Albert J. Hopkins, 76, amerikansk republikansk politiker, senator 1903–1909.

#### September
- 1 september – Helene av Waldeck och Pyrmont, 61, brittisk prinsessa.
- 23 september – W. Chrystie Miller, 79, amerikansk skådespelare.
- 26 september – Thomas E. Watson, 66, amerikansk politiker, publicist och författare.

### Fjärde kvartalet

#### Oktober
- 4 oktober – Roberto Johann Wernicke, 68, argentinsk patolog.
- 29 oktober – Ebba Ramsay, 94, svensk skolledare.

#### November
- 1 november – Alva Adams, 72, amerikansk demokratisk politiker, guvernör i Colorado 1887–1889, 1897–1899 och 1905.
- 14 november – Rudolf Kjellén, 58, svensk statsvetare.
- 18 november – Marcel Proust, 51, fransk författare.
- 28 november – Anna Haslam, 93, irländsk kvinnorättskämpe.

#### December
- 2 december – Fritz Wetterhoff, 44, finländsk aktivist.
- 7 december – Frank B. Gary, 62, amerikansk demokratisk politiker och jurist, senator 1908–1909.
- 12 december – Kyösti Wilkuna, 43, finländsk författare.
- 27 december – Thomas William Rhys Davids, 79, brittisk indolog.

## Nobelpris[10]
- Fysik – Niels Bohr, Danmark
- Kemi – Francis Aston, Storbritannien
- Medicin
  - Archibald V. Hill, Storbritannien
  - Otto Meyerhof, Tyskland
- Litteratur – Jacinto Benavente, Spanien
- Fred – Fridtjof Nansen, Norge

### Fotnoter
1. 1 2 3 4 5 6 7 8 9 10 11 12 13 14  20:e århundrades När Var Hur – 1922, Bernt Himmelstedt, Forum, 1999
2. 1 2 3 4 5 6 7 8 9 10  100 år med Aftonbladet – 1922, 1999
3. 1 2 3 4 5  Sverige 1900-talet – 1922, NE, Bra Böcker, 2000
4. 1 2 3 4  ”USA:s militära insatser i utlandet”. Arkiverad från originalet den 9 december 2013. https://web.archive.org/web/20131209174005/http://www.history.navy.mil/library/online/forces.htm. Läst 31 januari 2011.
5. ↑  20:e århundrades När Var Hur – Idrottens stora sekel, Bernt Himmelstedt, Forum, 1999
6. 1 2 3 4 5  Faktakalendern 2000 – 1922 (Utlandet) , Semic, 1999
7. 1 2 3 4 5 6 7 8 9 10 11 12 13 14 15 16 17  Hundra år i Sverige – 1922, Hans Dahlberg, Albert Bonniers, 1999
8. ↑  Skeri, Niklas (10 december 2003). ”Gammal teknik ett trumfkort i brödfabrik”. Upsala Nya Tidning. https://www.unt.se/nyheter/uppsala/artikel/gammal-teknik-ett-trumfkort-i-brodfabrik/jnk7vp8j. Läst 14 augusti 2025.
9. ↑  Källa till detta avsnitt: Nationalencyklopedin. "Aga" och "Skolaga". Nätupplaga, läst 19 januari 2008.
10. ↑  ”Nobelpriset”. https://www.nobelprize.org/prizes/lists/all-nobel-prizes/. Läst 10 april 2011.